# Conformismo
(Sigmund Freud, Il disagio della civiltà)
Con il termine conformismo si fa riferimento a un atteggiamento o tendenza ad adeguarsi o omologarsi a opinioni, usi e comportamenti pre-definiti e politicamente o socialmente prevalenti. Questo atteggiamento si può notare ad esempio nel modo di vestire o nel comportamento, o anche nelle idee e nei modi di pensare. Questo atteggiamento viene definito in psicologia con il termine conformità.

## L'atteggiamento conformista
In ambito sociale si definisce conformista colui che, ignorando o sacrificando la propria libera espressione soggettiva in modo più o meno marcato, si adegua e si adatta nel comportamento complessivo, sia di idee e di aspetto esteriore che di regole, alla forma espressa dalla maggioranza o dal gruppo di cui è parte.
L'origine del conformismo risiede molto spesso nella radice animale dell'essere umano che attinge le sue paure dalla solitudine fuori dal branco.
È una sorta di comportamento mimetico: l'individuo si nasconde nell'ambiente sociale nel quale vive, assumendone i tratti più comuni, in termini di modi di essere, di fare, di pensare. Il senso di protezione che ne deriva rafforza ulteriormente i comportamenti conformisti.

## L'anticonformismo
L'atteggiamento opposto al conformismo viene definito anticonformismo e consiste quindi in un rifiuto delle idee e dei comportamenti prevalenti.
Infatti, normalmente, le persone non conformiste hanno già sviluppato un livello di coscienza diverso che permette loro di poter sfidare i comportamenti comuni senza soffrirne.
Solitamente si hanno personalità non conformiste negli artisti, negli scienziati, nei filosofi, negli intellettuali, negli statisti e nei santi, quindi in tutti coloro che si danno la possibilità di libera espressione di sé stessi fuori dalla forma già predefinita dall'ambito sociale e storico in cui vivono.
L'antropologo francese René Girard ha svolto uno studio approfondito delle dinamiche di imitazione reciproca tra gli esseri umani, che a livello sociale conducono appunto al conformismo e ad altri automatismi di notevole importanza. Nel quadro teorico di Girard, l'imitazione è la caratteristica fondamentale dell'essere umano (teoria mimetica). Girard rivela quindi che dietro ogni pretesa di anticonformismo si nasconde un altro comportamento conformista: l'anticonformista, che non sopporta di ammettere la sua somiglianza con gli altri esseri umani, si appoggia alla massa per sollevarsi al di sopra di essa, ma in questo movimento si lascia ispirare (imita, si conforma a...) quegli "anticonformisti" che lo hanno preceduto, nel suo o in altri campi e inoltre dimostra la sua dipendenza da quella massa che disprezza tanto: senza massa da cui distinguersi, non si ha niente da cui distinguersi.

## Conformismo e obbedienza
In psicologia sociale, accanto al concetto di conformismo, vi è quello di obbedienza, laddove l'obbedienza implica anche conformismo. È attraverso la socializzazione che le persone imparano a conformarsi a certe norme e a obbedire a certe figure di autorità. A tal proposito Stanley Milgram ha proposto quattro concetti chiave con i quali mettere in evidenza tali assunti. Questi concetti si ravvisano in: gerarchia (fra persone di status diseguale vige usualmente un rapporto di obbedienza, fra persone di pari status emerge il conformismo), imitazione (l'obbedienza non comporta imitazione, il conformismo sì), contenuto esplicito (comandi espliciti si associano all'obbedienza, richieste tacite ed implicite presuppongono conformismo) e volontarietà (chi obbedisce fa riferimento all'obbedienza nello spiegare il loro comportamento, chi si conforma fa riferimento alla volontarietà). Tali concettualizzazioni sono state criticate per la loro riduttività, ma al contempo danno una visione efficace del rapporto tra conformismo e obbedienza.

## Conformismo indotto dai mass media
Sono oggetto di studio gli effetti della comunicazione di massa sul conformismo. Risale agli anni settanta del Novecento la teoria della spirale del silenzio sviluppata da Elisabeth Noelle-Neumann, fondatrice, nel 1947, dell'Istituto di Demoscopia di Allensbach (Institut für Demoskopie Allensbach) a Magonza. La tesi di fondo è che i mezzi di comunicazione di massa, ma soprattutto la televisione, grazie al notevole potere di persuasione sui riceventi e quindi, più in generale, sull'opinione pubblica, siano in grado di enfatizzare opinioni e sentimenti prevalenti, mediante la riduzione al silenzio delle opzioni minoritarie e dissenzienti.
Nello specifico, la teoria afferma che una persona singola è disincentivata dall'esprimere apertamente e riconoscere a sé stessa un'opinione che percepisce essere contraria alla opinione della maggioranza, per paura di riprovazione e isolamento da parte della presunta maggioranza. Questo fa sì che le persone che si trovino in tali situazioni siano spinte a chiudersi in un silenzio che, a sua volta, fa aumentare la percezione collettiva (non necessariamente esatta) di una diversa opinione della maggioranza, rinforzando, di conseguenza, in un processo dinamico, il silenzio di chi si crede minoranza.
Uno degli effetti della spirale del silenzio è l'esercizio, da parte dei mass-media, di una pervasiva funzione conformista di omologazione e conservazione dell'esistente, ostili al rinnovamento delle sensibilità, dei gusti, delle opinioni.
Rispetto al conservatorismo, si aggiunge qui un ulteriore elemento aggravante: essendo i mezzi di comunicazione di massa, per loro stessa natura, schiacciati sulla dimensione contingente del tempo presente, e incapaci di elaborare ed esprimere una visione e una coscienza storica, la spinta al conservatorismo e all'omologazione che essi sono in grado di promuovere si presentano anche privi di qualsiasi spessore e di alcuna consapevolezza storica.